# ジャン＝イヴ・ル・ドリアン
ジャン＝イヴ・ル・ドリアン（フランス語: Jean-Yves Le Drian、1947年6月30日 - ）は、フランスの政治家。フランソワ・オランド政権で全内閣の国防大臣を一貫して務め、後任のエマニュエル・マクロン政権で外務大臣を務めた。

## 経歴・概要
1947年6月30日にモルビアン県ロリアンにて、労働者階級の家庭に誕生する。両親は青年キリスト教労働者（Jeunesse ouvriere chretienne、JOC）の活動家でもあった。ル・ドリアンはレンヌ第2大学に学び、在学中にフランス全国学生連合（Union Nationale des Etudiants de France、UNEF）で活動し、1974年5月に社会党に入党する。1977年にロリアン市副市長、1981年7月から1998年4月までロリアン市長、1991年5月にエディット・クレッソン内閣で海洋担当相を務めた。2004年3月のブルターニュ地域圏議会選挙では社会党・共産党・左翼急進党・緑の党・ブルターニュ民主連合が結成した左翼連合「ブルターニュ左翼、ブルターニュのために」（Bretagne à gauche, Bretagne pour tous）の名簿1位に掲載された。選挙では58.66パーセントを獲得し、同年4月に同地域圏議会議長に就任した。2010年10月に欧州周辺海洋地域会議議長となった。
2012年フランス大統領選挙で社会党のフランソワ・オランドが勝利し、ジャン＝マルク・エロー内閣が成立すると、国防大臣に就任した。以後はオランド政権下の全内閣で国防相を務め、アフガニスタンからのフランス軍の撤退やマリ北部紛争へのフランス軍の配備・展開に当たった。
2017年フランス大統領選挙の勝利により大統領に就任したエマニュエル・マクロン政権では、最初の内閣である第1次エドゥアール・フィリップ内閣の成立以来外務大臣を務めた。なお、マクロン政権参加後も引き続き社会党に在籍している。
2021年11月、新聞「ル・モンド」とのインタビューで、ジャン＝イヴ・ル・ドリアンは、中国とロシアに指を向けて、アフリカ諸国に重くのしかかる経済的略奪について懸念を表明した。 「私たちの競争相手にはタブーや制限はありません」とジャン＝イヴ・ル・ドリアンは言いました。それによれば、ヨーロッパ人はアフリカ大陸との関係を再構築しなければなりません。
2022年5月21日、外務大臣を退任。

## ギャラリー
- 左からオランダのジャニン・へニス・プラスハルト国防相、ル・ドリアン、フェデリカ・モゲリーニ欧州連合外務・安全保障政策上級代表（2016年2月5日）
- 左からドイツのハイコ・マース外相、ウクライナのウォロディミル・ゼレンスキー大統領、ル・ドリアン（2019年5月30日）
- NATO外相会合・G7外相会合。左からジョセップ・ボレル欧州連合外務・安全保障政策上級代表、イタリアのルイジ・ディマイオ、ル・ドリアン、日本の林芳正、米国のアントニー・ブリンケン、ドイツのアンナレーナ・ベアボック、カナダのメラニー・ジョリー、イギリスのリズ・トラス、イェンス・ストルテンベルグNATO事務総長（2022年4月7日、ブリュッセル）。

## 受章
2019年11月に旭日大綬章を受章した。